# U-46 (1938)
| U-46                                                       | U-46 | U-46 |
| ---------------------------------------------------------- | --- | --- |
|                                                            | | |
|                                                            | | |
| Зображення підводного човна U-52, аналогічного з U-46 типу | | |
| Під прапором                                               | Третій Рейх | Третій Рейх |
| Спуск на воду                                              | 10 вересня 1938 року                                                                                               | 10 вересня 1938 року                                                                                               |
| Виведений зі складу флоту                                  | 2 листопада 1938 року                                                                                              | 2 листопада 1938 року                                                                                              |
| Сучасний статус                                            | 4 травня 1945 року затоплений екіпажем                                                                             | 4 травня 1945 року затоплений екіпажем                                                                             |
| Проєкт                                                     | | |
| Тип ПЧ                                                     | Торпедний ДПЧ | Торпедний ДПЧ |
| Розробник проєкту                                          | Friedrich Krupp Germaniawerft, Бремен                                                                              | Friedrich Krupp Germaniawerft, Бремен                                                                              |
| Вартість                                                   | 4 439 000 ℛℳ | 4 439 000 ℛℳ |
| Основні характеристики                                     | | |
| Швидкість (надводна)                                       | 17,9 вузла | 17,9 вузла |
| Швидкість (підводна)                                       | 8 вузлів | 8 вузлів |
| Робоча глибина занурення                                   | 100 м | 100 м |
| Гранична глибина занурення                                 | 220 м | 220 м |
| Автономність плавання                                      | 135—174 км на швидкості 4 вузли (в підводному положенні) 11 470 км на швидкості 10 вузлів (у надводному положенні) | 135—174 км на швидкості 4 вузли (в підводному положенні) 11 470 км на швидкості 10 вузлів (у надводному положенні) |
| Екіпаж                                                     | 44—60 осіб | 44—60 осіб |
| Розміри                                                    | | |
| Довжина найбільша (по КВЛ)                                 | 66,5 м | 66,5 м |
| Ширина корпусу найб.                                       | 6,2 м | 6,2 м |
| Середня осадка (по КВЛ)                                    | 4,74 м | 4,74 м |
| Водотоннажність надводна                                   | 753 т | 753 т |
| Озброєння                                                  | | |
| Артилерія                                                  | 1 × 88-мм палубна гармата SK C/35 1 × 20-мм зенітна гармата FlaK 30 Flakvierling                                   | 1 × 88-мм палубна гармата SK C/35 1 × 20-мм зенітна гармата FlaK 30 Flakvierling                                   |
| Торпедно- мінне озброєння                                  | 4 носових і один кормовий ТА. 14 торпед або 26 мін TMA або 39 мін TMB                                              | 4 носових і один кормовий ТА. 14 торпед або 26 мін TMA або 39 мін TMB                                              |

U-46 — німецький підводний човен типу VII B, що входив до складу Військово-морських сил Третього Рейху за часів Другої світової війни. Закладений 24 лютого 1937 року на верфі Friedrich Krupp Germaniawerft у Кілі. Спущений на воду 10 вересня 1938 року, 2 листопада 1938 року корабель увійшов до складу ВМС нацистської Німеччини.
U-46 належав до німецьких підводних човнів типу VII B, найчисленнішого типу субмарин Третього Рейху, яких було випущено 703 одиниці. За два тижні до початку Другої світової війни підводний човен вийшов у визначений район у Північній Атлантиці для проведення атак на транспортних комунікаціях противника. Із 3 вересня 1939 року, коли на морі розпочався період активних бойових дій, і до останнього походу в серпні 1941 року U-46 здійснив 13 бойових походів в Атлантичний океан. Підводний човен потопив 20 суден противника сумарною водотоннажністю 85 792 брутто-регістрові тонни, два допоміжні кораблі (водотоннажність 35 284 тонни), одне судно знищив (2080 GRT), а також пошкодив ще 4 судна (25 491 GRT).
У жовтні 1943 року виведений зі складу бойових сил Крігсмаріне і перероблений на навчальний човен для підготовки екіпажів субмарин. 4 травня 1945 року затоплений екіпажем у Купфермуленській бухті.

## Командири ПЧ
- капітан-лейтенант Герберт Золер (нім. Herbert Sohler) (2 листопада 1938 — 21 травня 1940);
- капітан-лейтенант Енгельберт Ендрасс (нім. Engelbert Endrass) (22 травня 1940 — 24 вересня 1941);
- оберлейтенант-цур-зее Петер-Оттмар Грау (нім. Peter-Ottmar Grau) (жовтень — 19 листопада 1941);
- оберлейтенант-цур-зее Константін фон Путткамер (нім. Konstantin von Puttkamer) (19 листопада 1941 — березень 1942);
- оберлейтенант-цур-зее Курт Нойберт (нім. Kurt Neubert) (березень — квітень 1942);
- оберлейтенант-цур-зее Ернст фон Віцендорфф (нім. Ernst von Witzendorff) (20 квітня — травень 1942);
- лейтенант-цур-зее Франц Зар (нім. Franz Saar) (травень — липень 1942);
- оберлейтенант-цур-зее Йоахім Кнехт (нім. Joachim Knecht) (липень 1942 — 30 квітня 1943);
- оберлейтенант-цур-зее Еріх Євінскі (нім. Erich Jewinski) (1 травня — жовтень 1943).

## Перелік уражених U-46 суден у бойових походах
| №                                                                 | Дата            | Назва               | Тип                | Належність          | Водотоннажність (брт) | Вантаж                                                                      | Конвой        | Результат та координати                                                 | Наслідки атаки для екіпажу       | Прим. |
| ----------------------------------------------------------------- | --------------- | ------------------- | ------------------ | ------------------- | --------------------- | --------------------------------------------------------------------------- | ------------- | ----------------------------------------------------------------------- | -------------------------------- | --- |
| Перший похід (19.08—15.09.1939, 28 діб; Кіль—Кіль)                |                 |                     |                    |                     |                       |                                                                             |               |                                                                         |                                  | |
| Другий похід (3.10—7.11.1939, 36 діб; Кіль—Кіль)                  |                 |                     |                    |                     |                       |                                                                             |               |                                                                         |                                  | |
| 1                                                                 | 17 жовтня 1939  | City of Mandalay    | суховантажне судно | Велика Британія     | 7 028                 | Генеральні вантажі, зокрема чай, гума, саго                                 | Конвой HG 3   | потоплено 44°57′ пн. ш. 13°36′ зх. д. / 44.950° пн. ш. 13.600° зх. д.   | 85 (7 загинуло, 78 врятовані)    | |
| Третій похід (19.12.1939—10.01.1940, 23 доби; Кіль—Кіль)          |                 |                     |                    |                     |                       |                                                                             |               |                                                                         |                                  | |
| 2                                                                 | 21 грудня 1939  | Rudolf              | суховантажне судно | Норвегія            | 924                   | баласт                                                                      |               | потоплено 58°07′ пн. ш. 1°32′ сх. д. / 58.117° пн. ш. 1.533° сх. д.     | 15 (0 загинуло, 15 врятовані)    | |
| Четвертий похід (29.02—01.03.1940, 2 доби; Кіль—Вільгельмсгафен)  |                 |                     |                    |                     |                       |                                                                             |               |                                                                         |                                  | |
| П'ятий похід (11.03—23.04.1940, 44 доби; Вільгельмсгафен—Кіль)    |                 |                     |                    |                     |                       |                                                                             |               |                                                                         |                                  | |
| Шостий похід (01.06—01.07.1940, 31 доба; Кіль—Кіль)               |                 |                     |                    |                     |                       |                                                                             |               |                                                                         |                                  | |
| 3                                                                 | 6 червня 1940   | «Карінтія»          | лайнер             | Велика Британія     | 20 277                |                                                                             |               | потоплений 53°13′ пн. ш. 10°40′ зх. д. / 53.217° пн. ш. 10.667° зх. д.  | ? (4 загинуло, ? врятовані)      | «Карінтія» була переоснащена на допоміжний крейсер |
| 4                                                                 | 9 червня 1940   | Margareta           | суховантажне судно | Фінляндія           | 2 155                 | 1434 тонни арахісу                                                          |               | потоплено 45°00′ пн. ш. 14°30′ зх. д. / 45.000° пн. ш. 14.500° зх. д.   | 24 (5 загинуло, 19 врятовані)    | |
| 5                                                                 | 11 червня 1940  | Athelprince         | танкер             | Велика Британія     | 8 782                 | баласт                                                                      | Конвой OG 33F | пошкоджений 43°42′ пн. ш. 13°20′ зх. д. / 43.700° пн. ш. 13.333° зх. д. | 59 (0 загинуло, 59 врятовані)    | |
| 6                                                                 | 12 червня 1940  | Barbara Marie       | суховантажне судно | Велика Британія     | 4 223                 | 7 200 тонн залізної руди                                                    | Конвой SL 34  | потоплено 44°16′ пн. ш. 13°54′ зх. д. / 44.267° пн. ш. 13.900° зх. д.   | 37 (32 загинуло, 5 врятовані)    | |
| 7                                                                 | 12 червня 1940  | Willowbank          | суховантажне судно | Велика Британія     | 5 041                 | 8 750 тонн маїсу                                                            | Конвой SL 34  | потоплено 44°16′ пн. ш. 13°54′ зх. д. / 44.267° пн. ш. 13.900° зх. д.   | 51 (0 загинуло, 51 врятований)   | |
| 8                                                                 | 17 червня 1940  | Elpis               | суховантажне судно | Грецьке королівство | 3 651                 | 6 100 тонн пшениці                                                          |               | потоплено 43°46′ пн. ш. 14°06′ зх. д. / 43.767° пн. ш. 14.100° зх. д.   | 28 (0 загинуло, 28 врятовані)    | |
| Сьомий похід (08.08—06.09.1940, 30 діб; Берген—Лор'ян)            |                 |                     |                    |                     |                       |                                                                             |               |                                                                         |                                  | |
| 9                                                                 | 16 серпня 1940  | Alcinous            | суховантажне судно | Нідерланди          | 6 189                 | Генеральні вантажі                                                          | Конвой OB 197 | пошкоджено 57°16′ пн. ш. 17°02′ зх. д. / 57.267° пн. ш. 17.033° зх. д.  | ? (? загинуло, ? врятовані)      | |
| 10                                                                | 20 серпня 1940  | Leonidas M. Valmas  | суховантажне судно | Грецьке королівство | 2 080                 | 826 стандартів лісу, тесу та піломатеріалів                                 |               | знищений 55°13′ пн. ш. 10°38′ зх. д. / 55.217° пн. ш. 10.633° зх. д.    | ? (16 загинуло, ? врятовані)     | Leonidas M. Valmas серйозно пошкоджений у результаті торпедної атаки був відтягнутий до Грінок, де сів на мілину і визнаний повністю непридатним до подальшої служби |
| 11                                                                | 27 серпня 1940  | HMS Dunvegan Castle | допоміжний крейсер | Велика Британія     | 15 007                |                                                                             | Конвой SL 43  | знищений 55°05′ пн. ш. 11°00′ зх. д. / 55.083° пн. ш. 11.000° зх. д.    | 277 (27 загинуло, 250 врятовані) | Одне з найбільших суден потоплених у війні |
| 12                                                                | 31 серпня 1940  | Ville de Hasselt    | суховантажне судно | Бельгія             | 7 461                 | 800 тонн генерального вантажу                                               |               | потоплено 56°30′ пн. ш. 13°00′ зх. д. / 56.500° пн. ш. 13.000° зх. д.   | 53 (0 загинуло, 53 врятовані)    | |
| 13                                                                | 2 вересня 1940  | Thornlea            | суховантажне судно | Велика Британія     | 4 261                 | 6400 тонн вугілля                                                           | Конвой OB 206 | потоплено 55°41′ пн. ш. 14°20′ зх. д. / 55.683° пн. ш. 14.333° зх. д.   | 36 (3 загинуло, 33 врятовані)    | |
| 14                                                                | 4 вересня 1940  | Luimneach           | суховантажне судно | Ірландія            | 1 074                 | 1250 тонн піритів                                                           |               | потоплено 47°50′ пн. ш. 9°12′ зх. д. / 47.833° пн. ш. 9.200° зх. д.     | 18 (0 загинуло, 18 врятовані)    | |
| Восьмий похід (23.09—29.09.1940, 7 діб; Сен-Назер—Сен-Назер)      |                 |                     |                    |                     |                       |                                                                             |               |                                                                         |                                  | |
| 15                                                                | 26 вересня 1940 | Coast Wings         | суховантажне судно | Велика Британія     | 862                   | Генеральні вантажі                                                          | Конвой OG 43  | потоплено 49°27′ пн. ш. 15°05′ зх. д. / 49.450° пн. ш. 15.083° зх. д.   | 16 (усі загинули)                | |
| 16                                                                | 26 вересня 1940 | Siljan              | суховантажне судно | Швеція              | 3 058                 | вугілля                                                                     |               | потоплено 50°21′ пн. ш. 18°45′ зх. д. / 50.350° пн. ш. 18.750° зх. д.   | 27 (9 загинули, 18 врятувалися)  | |
| Дев'ятий похід (13.10—29.10.1940, 17 діб; Сен-Назер—Кіль)         |                 |                     |                    |                     |                       |                                                                             |               |                                                                         |                                  | |
| 17                                                                | 18 жовтня 1940  | Beatus              | суховантажне судно | Велика Британія     | 4 885                 | 1626 тонн сталі, 5874 тонн деревини та ящики з розібраними літаками у зборі | Конвой SC 7   | потоплено 57°31′ пн. ш. 13°10′ зх. д. / 57.517° пн. ш. 13.167° зх. д.   | 37 (0 загинули, 37 врятовані)    | |
| 18                                                                | 18 жовтня 1940  | Convallaria         | суховантажне судно | Швеція              | 1 996                 | 821 кубічний фатом будівельного лісу                                        | Конвой SC 7   | потоплено 57°22′ пн. ш. 11°11′ зх. д. / 57.367° пн. ш. 11.183° зх. д.   | ? (0 загинули, ? врятовані)      | |
| 19                                                                | 18 жовтня 1940  | Gunborg             | суховантажне судно | Швеція              | 1 572                 | 850 кубічних фатомів будівельного лісу                                      | Конвой SC 7   | потоплено 57°14′ пн. ш. 11°00′ зх. д. / 57.233° пн. ш. 11.000° зх. д.   | 23 (0 загинули, 23 врятовані)    | |
| 20                                                                | 19 жовтня 1940  | Ruperra             | суховантажне судно | Велика Британія     | 4 548                 | Сталеві виливанці, металобрухт та літаки                                    | Конвой HX 79  | потоплено 57°00′ пн. ш. 16°00′ зх. д. / 57.000° пн. ш. 16.000° зх. д.   | 38 (31 загиблий, 7 врятовані)    | |
| 21                                                                | 20 жовтня 1940  | Janus               | танкер             | Швеція              | 9 965                 | 13 855 тонн корабельного мазуту                                             | Конвой HX 79  | потоплений 56°36′ пн. ш. 15°03′ зх. д. / 56.600° пн. ш. 15.050° зх. д.  | 37 (4 загинули, 33 врятовані)    | |
| Десятий похід (12.02—04.03.1941, 21 доба; Кіль—Сен-Назер)         |                 |                     |                    |                     |                       |                                                                             |               |                                                                         |                                  | |
| Одинадцятий похід (15.03—10.04.1941, 27 діб; Сен-Назер—Сен-Назер) |                 |                     |                    |                     |                       |                                                                             |               |                                                                         |                                  | |
| 22                                                                | 29 березня 1941 | Liguria             | суховантажне судно | Швеція              | 1 751                 | вугілля                                                                     | Конвой OB 302 | потоплено 59°27′ пн. ш. 24°36′ зх. д. / 59.450° пн. ш. 24.600° зх. д.   | 26 (16 загинули, 10 врятовані)   | |
| 23                                                                | 31 березня 1941 | Castor              | танкер             | Швеція              | 8 714                 | 12 000 тонн корабельного палива та бензолу                                  |               | потоплений 57°58′ пн. ш. 30°31′ зх. д. / 57.967° пн. ш. 30.517° зх. д.  | 36 (15 загинули, 21 врятований)  | |
| 24                                                                | 2 квітня 1941   | British Reliance    | танкер             | Велика Британія     | 7 000                 | 9967 тонн дизельного палива                                                 | Конвой SC 26  | потоплений 58°21′ пн. ш. 28°30′ зх. д. / 58.350° пн. ш. 28.500° зх. д.  | 50 (0 загиблих, 50 врятовані)    | |
| 25                                                                | 3 квітня 1941   | Alderpool           | суховантажне судно | Велика Британія     | 4 313                 | 7200 тонн пшениці                                                           | Конвой SC 26  | пошкоджено 58°21′ пн. ш. 27°59′ зх. д. / 58.350° пн. ш. 27.983° зх. д.  | 39 (0 загиблих, 39 врятовані)    | Судно було залишено екіпажем і добито U-73 тієї же ночі |
| Дванадцятий похід (15.05—13.06.1941, 30 діб; Сен-Назер—Сен-Назер) |                 |                     |                    |                     |                       |                                                                             |               |                                                                         |                                  | |
| 26                                                                | 8 червня 1941   | Ensis               | танкер             | Велика Британія     | 6 207                 | баласт                                                                      | Конвой OB 330 | пошкоджений 48°46′ пн. ш. 29°14′ зх. д. / 48.767° пн. ш. 29.233° зх. д. | 66 (0 загиблих, 66 врятовані)    | |
| 27                                                                | 9 червня 1941   | Phidias             | суховантажне судно | Велика Британія     | 5 623                 | баласт                                                                      | Конвой OB 330 | потоплено 48°25′ пн. ш. 26°12′ зх. д. / 48.417° пн. ш. 26.200° зх. д.   | 51 (8 загиблих, 43 врятовані)    | |
| Тринадцятий похід (26.07—26.08.1941, 32 доби; Сен-Назер—Кіль)     |                 |                     |                    |                     |                       |                                                                             |               |                                                                         |                                  | |